# Obaga del Portal
L'Obaga del Portal és una obaga del terme municipal de Conca de Dalt, a l'antic terme d'Hortoneda de la Conca, al Pallars Jussà, en territori que havia estat de l'antic poble de Perauba.
Es troba a llevant d'Hortoneda i de la Serra de Coll de Neda, a la dreta de la llau de Perauba, entre la llau de Brunet (al nord) i la llau de Sant Pere (al sud). Queda al nord de la Solana de les Feixes, al nord-oest de la Casa de les Feixes i al nord-est de la Borda del Músic.